# Hilairite
La hilairite è un minerale appartenente al gruppo omonimo.